# Фонтен-л’Эвек
Фонте́н-л’Эве́к (фр. Fontaine-l'Évêque, валлон. Fontinne-l’-Eveke / Fontène-l’Èvèke) — коммуна в Валлонии, расположенная в провинции Эно, округ Шарлеруа. Принадлежит Французскому языковому сообществу Бельгии. На площади 28,41 км² проживают 16 687 человек (плотность населения — 587 чел./км²), из которых 47,64 % — мужчины и 52,36 % — женщины. Средний годовой доход на душу населения в 2003 году составлял 10 778 евро.
Почтовые коды: 6140—6142. Телефонный код: 071.